# Ivar Rooth
Ivar Rooth é um economista da Suécia. Ele foi diretor do FMI.